# فومارل
فومارل (انگلیسی: Fumarel) شرکت تجهیزات ورزشی اسپانیایی است، که در سال ۱۹۸۷ توسط گابریل نارواز گانداریاس تأسیس شد.